# 26-я армия (СССР)

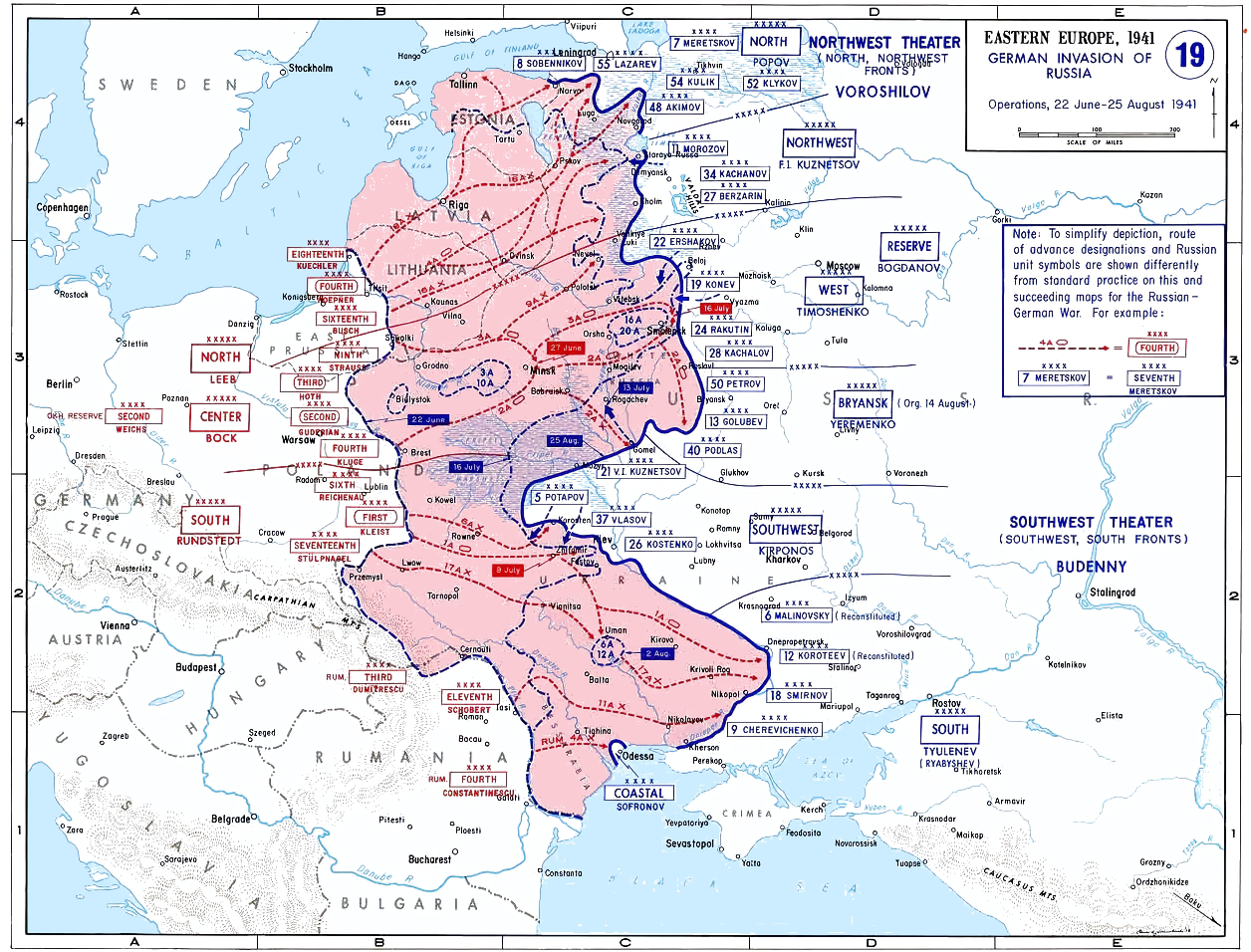
26 А на театре войны, июнь — август 1941 года, западные условные знаки.

26-я армия — оперативное общевойсковое формирование (объединение, армия) РККА, в составе Вооружённых сил СССР до и во время Великой Отечественной войны.
Действительное сокращённое наименование — 26 А.

## 1-е формирование
Общевойсковое объединение сформировано в июле 1940 года, в Киевском особом военном округе (КОВО).
В период 1940—1941 годов было продолжено сформирование армий РККА. К ранее созданным в 1939 году в КОВО 5-й, 6-й и 12-й армиям, формируется в декабре 1940 года 26-я армия. Управление Кавалерийской армейской группы переименовывается в Управление 26-й армии. Командующим войсками армии назначен командующий войсками Кавалерийской армейской группы Ф. Я. Костенко.
В состав общевойскового формирования входят формирования войск и сил: управление, 8-й стрелковый корпус, 8-й механизированный корпус, 8-й укреплённый район — Перемышльский, смешанная авиационная дивизия, другие части, учреждения, предприятия и так далее.

### Боевые действия
Наши войска энергично теснят 26-ю армию противника: пишет 25 июля 1941 года Гальдер:
В составе Юго-Западного фронта в июле-августе 1941 года отступала, сдерживая наступление германских войск и войск союзников Германии. В августе-сентябре 1941 года формирования армии участвовали в битве под Уманью и частично оказались в окружении. Остатки армии были окружены в Киевском котле.
В конце сентября 1941 года управление армии расформировано, а её вышедшие из окружения войска переданы на укомплектование других соединений и частей РККА.
Мобилизационные поступления, в период военных действий:
- 5-й кавалерийский корпус
- 7-й стрелковый корпус (11.07.1941 части 206-й сд и 147-й сд (вторая часть — 600-й и 640-й сп), которые не оказались в окружении
- 41-я стрелковая дивизия (01.08.1941)
- 97-я стрелковая дивизия
- 146-я стрелковая дивизия (01.08.1941 из состава 6А)
- 159-я стрелковая дивизия (из 6-й армии)
- 196-я стрелковая дивизия (из 6-й армии на 01.08.1941)
- 199-я стрелковая дивизия (из состава 49-го ск)
- 206-я стрелковая дивизия
- 227-я стрелковая дивизия с 20 июля 1941 года
- 264-я стрелковая дивизия (из состава 7СК с 01.08.1941)
- 377-й корпусной артиллерийский полк
- с 3 августа 1941 года — 289-я стрелковая дивизия

### Состав
Состав армии на 22 июня 1941 года
- управление
- 8-й стрелковый корпус
  - 99-я стрелковая дивизия
  - 173-я стрелковая дивизия
  - 72-я горнострелковая дивизия (генерал-майор Абрамидзе, Павел Ивлианович)
- 8-й механизированный корпус
  - 34-я танковая дивизия
  - 12-я танковая дивизия
  - 7-я моторизованная дивизия
  - 2-й мотоциклетный полк
- 21-я артиллерийская бригада противотанковой обороны
- 233-й и 236-й корпусные артиллерийские полки
- 8-й Перемышльский укреплённый район
- 17-й понтонно-мостовой полк
- 64-я авиационная дивизия (c 05.08.41 по 12.10.1941 гг.)
- ряд отдельных частей
- 94-й Смоленский пограничный полк ПВ НКВД и 6-й мотострелковый полк внутренних войск НКВД с июля 1941 несли службу заграждения в тылу 26-й армии[5].

## 2-е формирование
12 октября 1941 года управление 1-го гвардейского стрелкового корпуса приказом Ставки ВГК было преобразовано в управление 26-й армии. Так была сформирована вторично армия под № 26, в Московском военном округе. В её состав вошли управление 6-я гвардейская стрелковая дивизия, 41-я кавалерийская дивизия, 5-й воздушно-десантный корпус и ряд отдельных частей, так как формирования 1 гв.ск были переданы на доукомплектование других формирований РККА.

### Боевые действия
Находясь в подчинении Ставки ВГК, армия вела оборонительные бои на орловско-тульском направлении, в ходе которых понесла большие потери. В конце октября управление армии расформировано, её войска переданы в 50-ю армию Брянского фронта.

## 3-е формирование
В третий раз 26-я армия сформирована в ноябре 1941 года в Приволжском военном округе. В неё были включены управление, 327-я, 329-я и 344-я стрелковые дивизии, 73-я и 74-я кавалерийские дивизии, 53-я стрелковая бригада и 704-й легкобомбардировочный авиационный полк. 18 декабря передана во вновь образованный Волховский фронт. 25 декабря переформирована во 2-ю Ударную армию.
Состав на 18 декабря 1941 года:
- 327 сд , 53, 57, 58, 59 сбр, 18 ап, 839 гап, 121 бап

## 4-е формирование

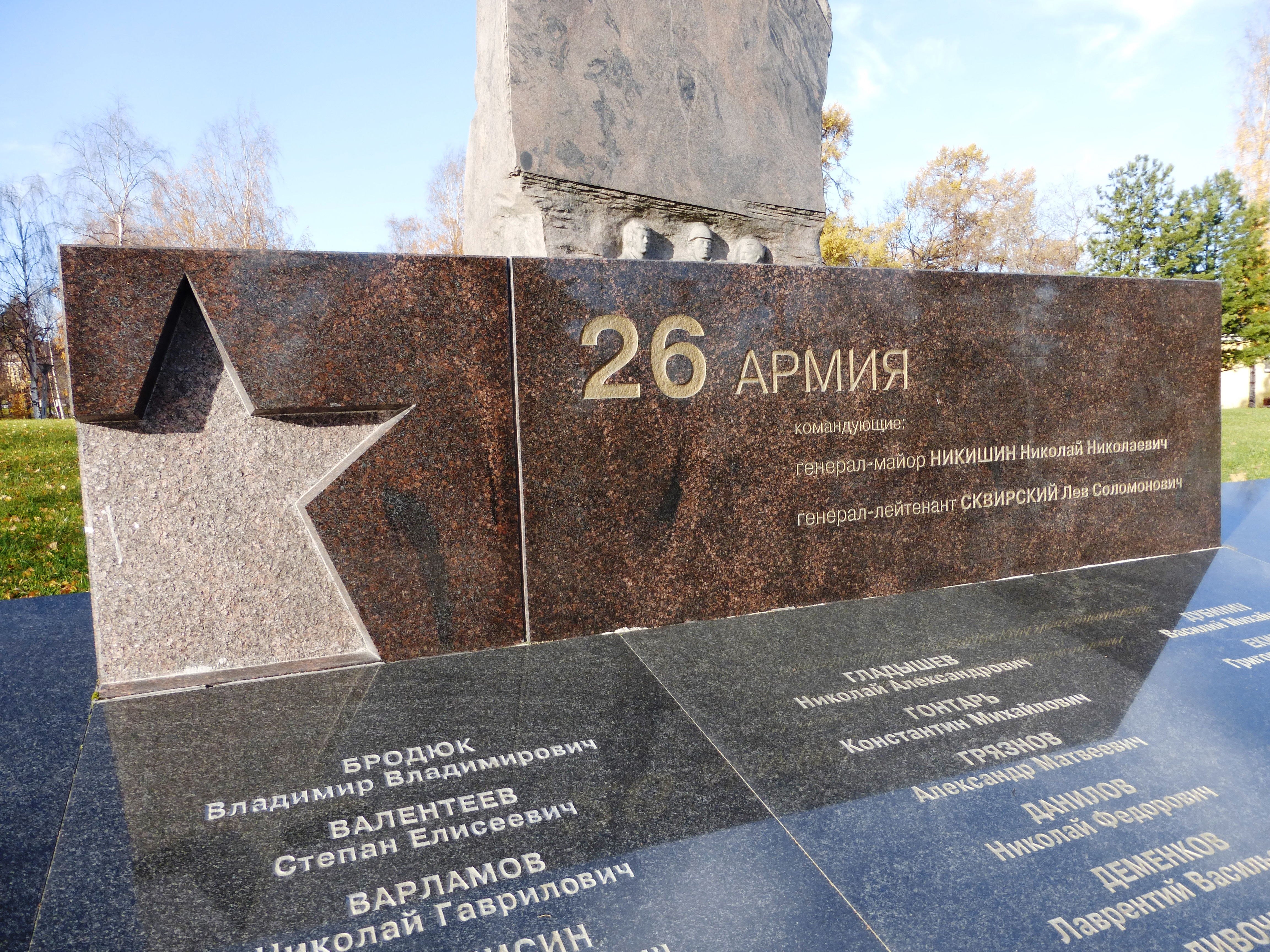
Фрагмент военно-мемориального комплекса Карельского фронта

Четвёртое формирование 26-й армии осуществлено в конце марта — начале апреля 1942 года в составе Карельского фронта на базе его Кемской оперативной группы. В армию вошли управление, 23-я гвардейская, 27-я, 54-я, 152-я, 186-я и 263-я стрелковые дивизии, 67-я и 80-я морские стрелковые бригады, ряд отдельных частей, с января 1945 года — 21-я стрелковая дивизия.

### Боевые действия
В апреле 1942 — августе 1944 гг. войска армии удерживали занимаемые рубежи в Карелии. В апреле — мае 1942 года армия провела частную Кестеньгскую операцию. В сентябре 1944 г. армия участвовала в преследовании противника на кестеньгском направлении, вышла на государственную границу СССР с Финляндией и до ноября 1944 года осуществляла её оборону на участке восточнее Кемиярви, Эхринавара. В ноябре 1944 года армия выведена в резерв Ставки ВГК, в январе 1945 года передана 3-му Украинскому фронту и в его составе участвовала в Будапештской, Балатонской, Венской и Грацско-Амштеттенской операциях.
После Победы армию отвели на территорию Румынии, где сразу же началось и её расформирование. Некоторые соединения были переданы в другие армии для вывода на территорию СССР. Уже в июле 1945 года расформирование армии было завершено.

## Командование
Командующие:
- Костенко Фёдор Яковлевич (27.12.1940 — 25.09.1941),
- Куркин Алексей Васильевич (10-25.10.1941),
- Соколов Григорий Григорьевич (30.10 — 18.12.1941),
- Никишин Николай Николаевич (4.04.1942 — 17.05.1943),
- Сквирский Лев Соломонович (17.05.1943 — 16.01.1945),
- Гаген Николай Александрович (16.01 — 9.07.1945).

Члены Военного совета:
- Колесников Дмитрий Емельянович (22.03 — 20.07.1941),
- Сорокин Константин Леонтьевич (10-25.10.1941),
- Михайлов Андрей Иванович (30.10 — 25.12.1941),
- Батраков Пётр Капитонович (4.04 — 11.11.1942),
- Дружинин Василий Иванович (15.11.1942 — 9.05.1945),
- Халезов Александр Егорович (3.03.1944 — 9.05.1945).

Начальники штаба:
- Варенников Иван Семёнович (11.1940 — 25.09.1941),
- Соколов Григорий Григорьевич (10-11.10.1941),
- Визжилин Виктор Алексеевич (11-25.10.1941, 30.10 — 25.12.1941),
- Малицкий Михаил Иванович (4.04 — 11.08.1942),
- Козлов Георгий Кириллович (11.08.1942 — 17.05.1943),
- Жашков Иосиф Васильевич (17.05.1943 — 2.06.1944),
- Головинчин Михаил Александрович (2.06.1944 — 14.03.1945),
- Фомин Борис Андреевич (14.03 — 9.07.1945).

Начальники артиллерии:
- Семёнов Николай Никонович (март-октябрь 1941)